# Eleccions legislatives belarusses de 2000
Les eleccions legislatives a Belarús es van celebrar el 15 d'octubre de 2000, amb noves rondes de votació el 29 d'octubre, el 18 de març i l'1 d'abril. La gran majoria dels candidats triats, 94 de 110, eren independents. La participació va ser del 61,08% en la primera volta.
Un total de 566 candidats van concórrer a les eleccions, dels quals només una cinquantena eren opositors al president Aleksandr Lukaixenko. Els partits de l'oposició van cridar al boicot, criticant el control governamental dels mitjans de comunicació estatals. En resposta, el Departament de Justícia del país va declarar que qualsevol que anomenés al boicot podria rebre una pena de presó de fins a dos anys, i diversos activistes van ser detinguts. Encara que una delegació russa va afirmar que les eleccions havien estat lliures i justes, altres observadors internacionals van discrepar, assenyalant la seva preocupació pel tracte donat als candidats de l'oposició, una possible inflació de la participació electoral i paperetes falsificades i destruïdes.